# Saint-Fiacre (Sena i Marne)
Saint-Fiacre és un municipi francès, situat al departament de Sena i Marne i a la regió de Illa de França. L'any 2007 tenia 369 habitants.
Forma part del cantó de Serris, del districte de Meaux i de la Comunitat de comunes Pays Créçois.
Al segle vi, el monjo irlandès Fiacre hi va crear un monestir i més tard el poble va prendre el seu nom i esdevenir un lloc de romeria famós.

## Demografia

### Població
El 2007 la població de fet de Saint-Fiacre era de 369 persones. Hi havia 152 famílies, de les quals 32 eren unipersonals (12 homes vivint sols i 20 dones vivint soles), 52 parelles sense fills, 56 parelles amb fills i 12 famílies monoparentals amb fills.
La població ha evolucionat segons el següent gràfic:
Habitants censats

### Habitatges
El 2007 hi havia 162 habitatges, 151 eren l'habitatge principal de la família, 5 eren segones residències i 6 estaven desocupats. 153 eren cases i 9 eren apartaments. Dels 151 habitatges principals, 132 estaven ocupats pels seus propietaris, 15 estaven llogats i ocupats pels llogaters i 4 estaven cedits a títol gratuït; 1 tenia una cambra, 11 en tenien dues, 16 en tenien tres, 47 en tenien quatre i 76 en tenien cinc o més. 133 habitatges disposaven pel capbaix d'una plaça de pàrquing. A 54 habitatges hi havia un automòbil i a 89 n'hi havia dos o més.

### Piràmide de població
La piràmide de població per edats i sexe el 2009 era:
| Homes | Edats   | Dones |
| ----- | ------- | ----- |
| 0     | 95 o +  | 0     |
| 0     | 90 a 94 | 0     |
| 0     | 85 a 89 | 0     |
| 0     | 80 a 84 | 0     |
| 8     | 75 a 79 | 4     |
| 8     | 70 a 74 | 8     |
| 20    | 65 a 69 | 0     |
| 8     | 60 a 64 | 20    |
| 12    | 55 a 59 | 12    |
| 32    | 50 a 54 | 36    |
| 20    | 45 a 49 | 20    |
| 12    | 40 a 44 | 8     |
| 8     | 35 a 39 | 8     |
| 4     | 30 a 34 | 16    |
| 12    | 25 a 29 | 8     |
| 0     | 20 a 24 | 16    |
| 0     | 15 a 19 | 13    |
| 8     | 10 a 14 | 24    |
| 4     | 5 a 9   | 4     |
| 0     | 0 a 4   | 4     |

## Economia
El 2007 la població en edat de treballar era de 241 persones, 183 eren actives i 58 eren inactives. De les 183 persones actives 176 estaven ocupades (90 homes i 86 dones) i 7 estaven aturades (6 homes i 1 dona). De les 58 persones inactives 33 estaven jubilades, 9 estaven estudiant i 16 estaven classificades com a «altres inactius».

### Ingressos
El 2009 a Saint-Fiacre hi havia 150 unitats fiscals que integraven 386 persones, la mediana anual d'ingressos fiscals per persona era de 24.463 €.

### Activitats econòmiques
Dels 8 establiments que hi havia el 2007, 3 eren d'empreses de construcció, 1 d'una empresa de comerç i reparació d'automòbils, 1 d'una empresa d'hostatgeria i restauració i 3 d'empreses de serveis.
Dels 2 establiments de servei als particulars que hi havia el 2009, 1 era un guixaire pintor i 1 restaurant.

## Equipaments sanitaris i escolars
El 2009 hi havia una escola elemental integrada dins d'un grup escolar amb les comunes properes formant una escola dispersa.

## Poblacions més properes
El següent diagrama mostra les poblacions més properes.